# Jiří Kornatovský
Jiří Kornatovský (* 2. března 1952, Plasy) je český malíř, kreslíř a grafik.

## Život
Jeho umělecký postoj a životní názor nejvíce ovlivnilo dětství a mládí strávené v Plasích kde až do svých 21 let prakticky denně pobýval v tehdy opuštěném cisterciáckém klášteře.
Po absolvování technického učebního oboru v Plzni vystudoval v letech 1977–1982 Střední výtvarnou školu Václava Hollara a poté monumentální malbu a grafiku na pražské Akademii výtvarných umění u profesorů Arnošta Paderlíka a Jiřího Ptáčka (1982–1987).
Koncem osmdesátých let vydal několik spirituálních manifestů a roku 1991 byl spoluzakladatelem Nadace Hermit v cisterciáckém klášteře Plasy. V rámci mezinárodního výtvarného symposia Hermit 92 zde vytvořil projekt Kódy a znamení.
V následujících letech absolvoval studijní a tvůrčí pobyty v karmelitánském klášteře v Sejnach, Polsko (1992), ve Florencii (1993), New Yorku a Bostonu (1994–1995) a Hohenosig v Německu (1997). Za pobytu v USA měl sérii výstav a přednášek. V letech 2005 a 2006 pracoval v augustiniánském klášteře na Malé Straně v Praze a znovu působil v USA (Los Angeles).
Na přelomu let 1998–1999 založil vlastní galerii Hermit v Praze.
Působí jako vysokoškolský pedagog na Karlově Univerzitě v Praze a Fakultě umění a designu Západočeské univerzity v Plzni. Přednášel na School of the Museum of Fine Arts v Bostonu kde realizoval legendární Hořící přednášku. Princip vlastního objevu deklarativní kresby jako procesuální metody umělecké tvorby a přístupu k ní uvedl a definoval na přednášce v Bachelardově amfiteátru pařížské Sorbonny.
Sám o sobě říká, že neví, kde začíná umělecká tvorba a kde přítomnost každodenní skutečnosti. Meditace v procesu lineárního vrstvení struktury obrazu je stále přítomná i bez jeho vlastního usilování. Analýzu a interpretaci v umění vnímá jako negativní fragmentaci obrazu a rozklad charakteru osobnosti. Je mu blízká estetika sv. Augustina zejména v otázce integrace a celistvosti.

## Dílo
Jiří Kornatovský je znám zejména jako autor jedinečných velkoformátových černobílých uhlových kreseb plastických objektů na obřích kartonech, kterými si získal respekt a uznání.

Svým výtvarným pojetím se tyto kresby zcela vymykají české umělecké tradici a když se poprvé v polovině 80. let objevily na výtvarné scéně, působily jako zjevení 
Kresba v jeho podání je hlavně záznamem svého vzniku, nikoli tvarovou kompozicí s libovolným působením. Do jisté míry se jedná o dokumentaci akce. Tato akce je psycho-fyzického charakteru a je určena pro soukromý prostor nikoliv pro veřejnost. Autorovi nejde primárně o reprezentaci. Nejde o různost obrazů a jejich jednotlivé sdělení. Kornatovský se zaměřuje na kontinuitu, opakování akcí rituálního charakteru. Jde tedy o určité udržování řádu událostí v rytmu cyklického (archetypálního) času.
Kornatovského "objev" abstraktního objektu, který je nositelem subjektivního prožitku a osobní transformace, je svojí jednoduchostí a množstvím univerzálních archetypálních významů natolik unikátní a svébytný, že v dějinách světového umění je srovnatelný například s Černým čtvercem na bílém poli Kazimira Maleviče, s Bílým obrazem Roberta Rauschenberga, Morgensternovou Rybí písní nebo skladbou Johna Cage "4´33´´".
Na samém počátku byly kresby a rozměrné grafické listy zobrazující vztahy (Dva – Volná variace na hodinu zamilovaných, 1988, lept, Všichni najednou, 1989, lept, GASK, A pošimrat, uhel na papíře, 200 x 380 cm, 1988), někdy se skrytým erotickým podtextem (Tvar dobrodružství, 1987). Vyznačují se precizním provedením a používáním abstraktních symbolů odvozených z přírodních tvarů. Kompozice události obsahuje tajemství, prostor není blíže definován, děj se přelévá za obzor, kam už není vidět (Is anybody else coming? (Krajina), lept s akvatintou, 1988, GASK). Průhled ohraničeným otvorem do nitra objektu nabízí jen tmu, ale prasklinou na opačném konci uniká světlo (One, 1988). Koncem 80. let vznikaly abstraktní hravé kresby určené vlastní rodině (…i vy jedni, 1989), nebo oslavující radost z narození dítěte (To a to a Toťátko, 1988, uhel na papíře, 150 x 360 cm).
Obří objekty z počátku 90. let nabízejí dokonalou prostorovou iluzi objemného tělesa organických tvarů (A ven/letecká meditace, uhel na kartonu, 220x500cm, 1990–92, To, uhel na kartonu 220x480 cm, 1989–92). Časové rozpětí jejich vzniku je svědectvím o technické náročnosti kresby. Při interpretaci velkoformátové kresby ze stejného období (Odnikud nikam – Zapomeň na všechno/ na co si nemůžeš vzpomenout to jsi ty/, grafit, karton, 220x460 cm, 1990–97, GASK) je třeba vzít v úvahu i společenskou atmosféru konce 80. let a zdánlivě bezvýchodnou situaci mladých výtvarníků, účastníků neoficiálních Konfrontací. Podle autora reflektuje kresba pocity, v nichž se mísí zážitky dítěte z prázdných prostor opuštěného kláštera se situací ve stísněném prostoru ateliéru. Jiná varianta ke stejnému tématu je strohá, téměř technická kresba lomené roury s temným ústím (Odnikud nikam/mlčení, uhel na kartonu, 220x480 cm, 1989).

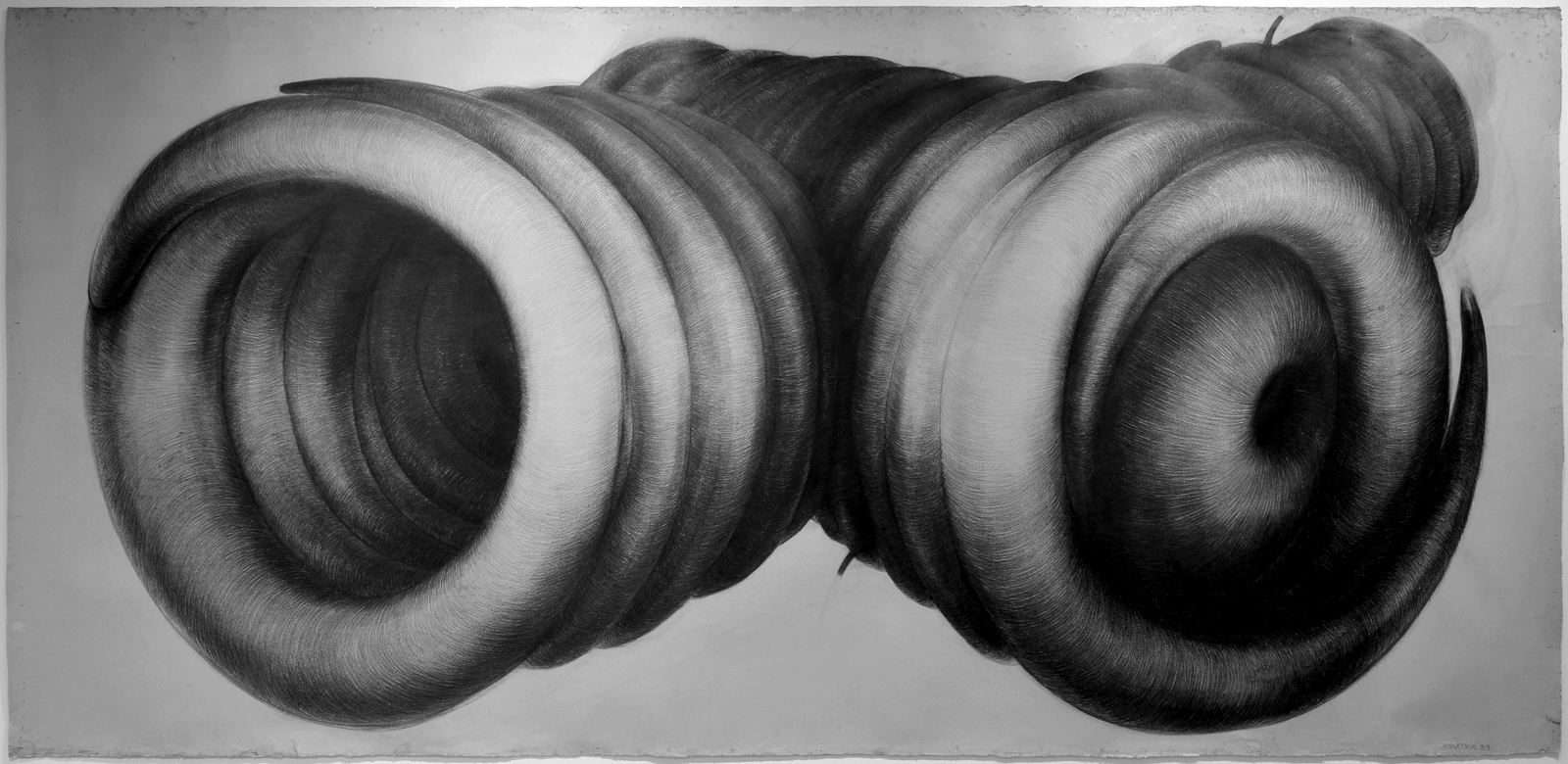
Zapomeň na všechno, uhel na kartonu (1990-1997)
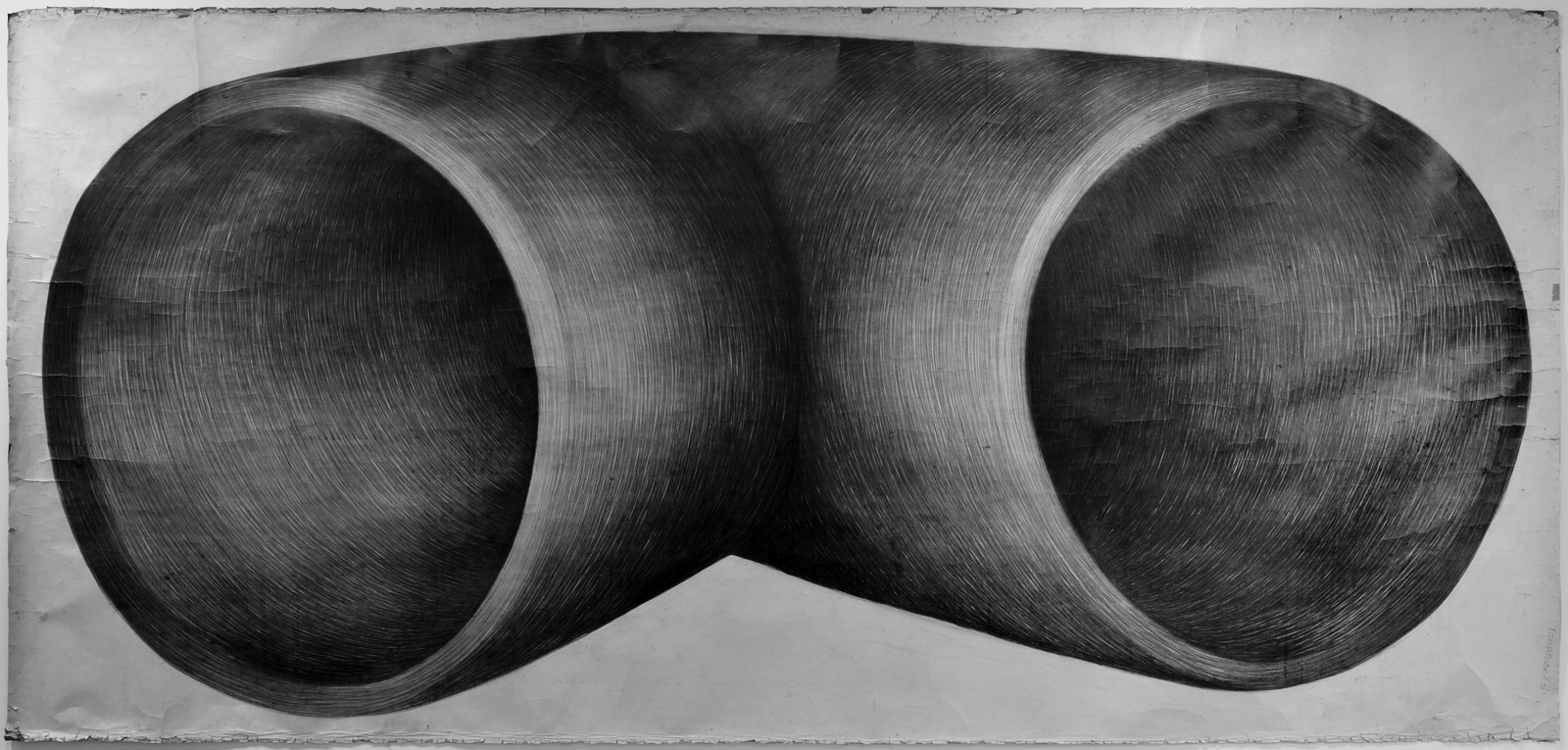
Odnikud nikam (Mlčení), uhel na kartonu (1989)
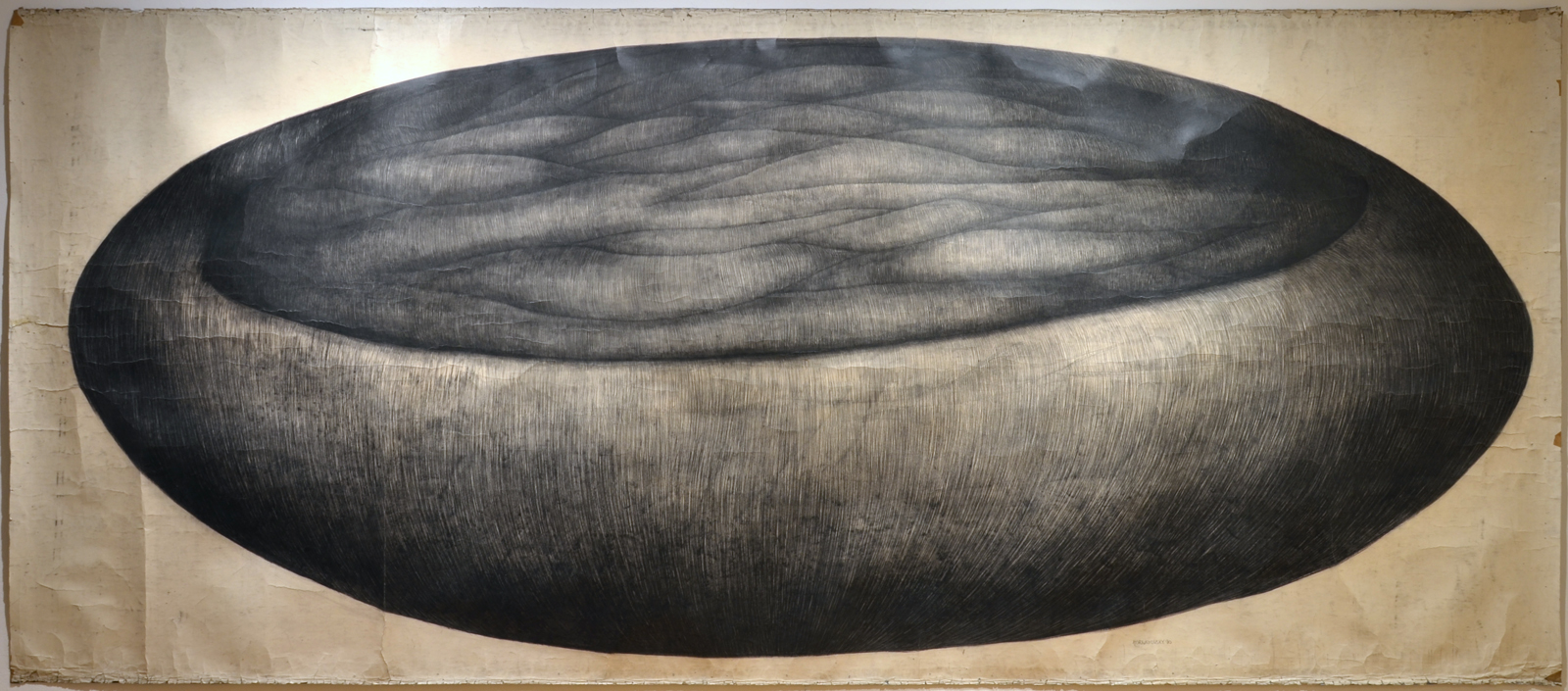
Chlebaba, uhel na kartonu (1990)
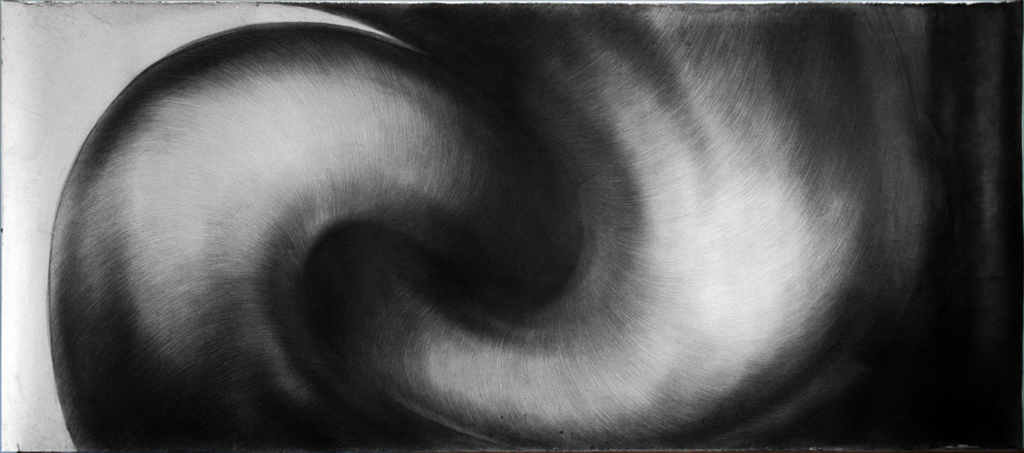
Věčný příběh, uhel na kartonu (1990-1994)

Série meditačních kreseb (Meditace kresbou) se odvíjí od Meditace (1990, vystaveno 2006, Museum Kampa), kde plastický objekt ve tvaru toroidu uvnitř uzavírá jakousi abstraktní krajinu. Povrch rotačního tělesa je někdy narušen a rozvíjí se do prostoru (V prostoru, 1992). Samotný torus představuje dokonalý tvar, který nemá konec ani počátek a opticky soustřeďuje pozornost do středu, stejně jako elektrická toroidní cívka, která indukuje ve svém středu magnetické pole (Modlitba, uhel 275x705 cm, 2000–2003, Meditace v archetypu, k.t. na plátně, 210x220 cm, 2006, Meditace archetypem, k.t. na plátně, 210x220 cm, 2000–2010). Tento tvar zároveň nabízí možnost matematických transformací, při kterých lze everzí obrátit celý objekt naruby (jako Odnikud nikam, 1990–7), pracovat ve čtyřrozměrném prostoru a zkracováním osy rotace střed postupně zmenšovat až ke konečné degeneraci v kouli. (To, uhel na kartonu, 220x480 cm, 1989–92). Kresby však nelze interpretovat jako pouhou matematickou hru. Autor je tvoří často v klauzuře kláštera v rozmezí několika let a kromě samotného malířského výkonu představují především výsledek duchovního soustředění spojeného s meditací. (Na jeden bod, uhel na kartonu, 220x280 cm, 2000). Zobrazené objekty nemají žádné ukotvení v prostoru ani vztah k zemi, mírná asymetrie někdy navozuje dojem, že rostou směrem vzhůru (Meditace kresbou, uhel na kartonu 600x220 cm, 1988–89). Podtituly k meditačním kresbám nabízejí spíše hádanky než vysvětlení (Meditace východní, 1990–97, 220x520 cm, Meditace liturgická, 1990–94).
Rozměrné kresby někdy zachycují jen část zobrazeného objektu, aby ponechaly prostor k přemýšlení o věcech, které nás přesahují (Vpravo vlevo, Martinská meditace, uhel na kartonu, 220x540 cm, 1989–93, Věčný příběh, uhel na kartonu, 220x500 cm, 1990–94, Sanctus, uhel na kartonu 220x520 cm, 1997–99), nebo přímo odkazují k nekonečnu (88.88.88., kt na plátně, 100x120 cm, 2010).
Organický tvar v kresbě, který se podobá gastrule, může být interpretován jako pohroužení toho, co bylo původně na povrchu, dovnitř, do tmy, do uzavření před okolním světem (Vzpomínka na představu, uhel na plátně, 210x240 cm, 2005–6). 

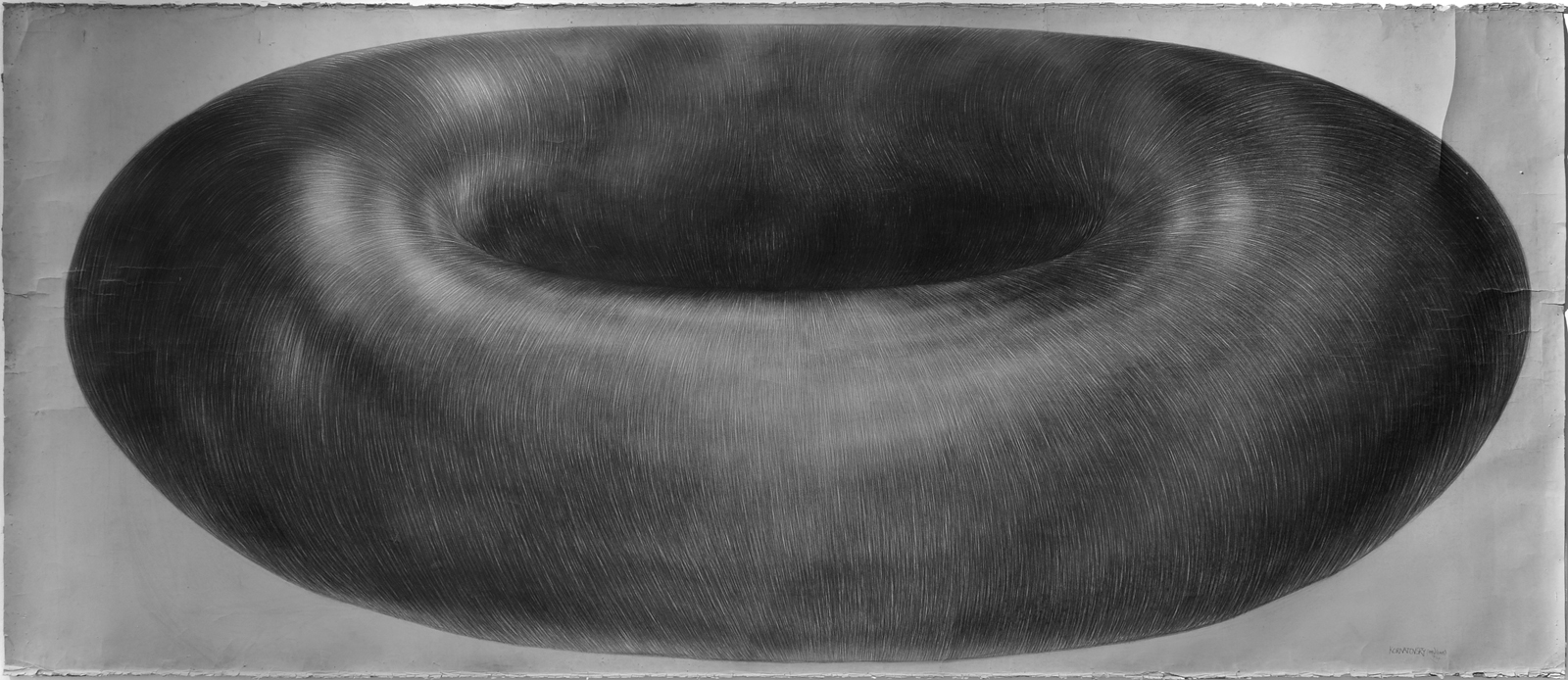
Tibet, uhel na kartonu (1996-2005)
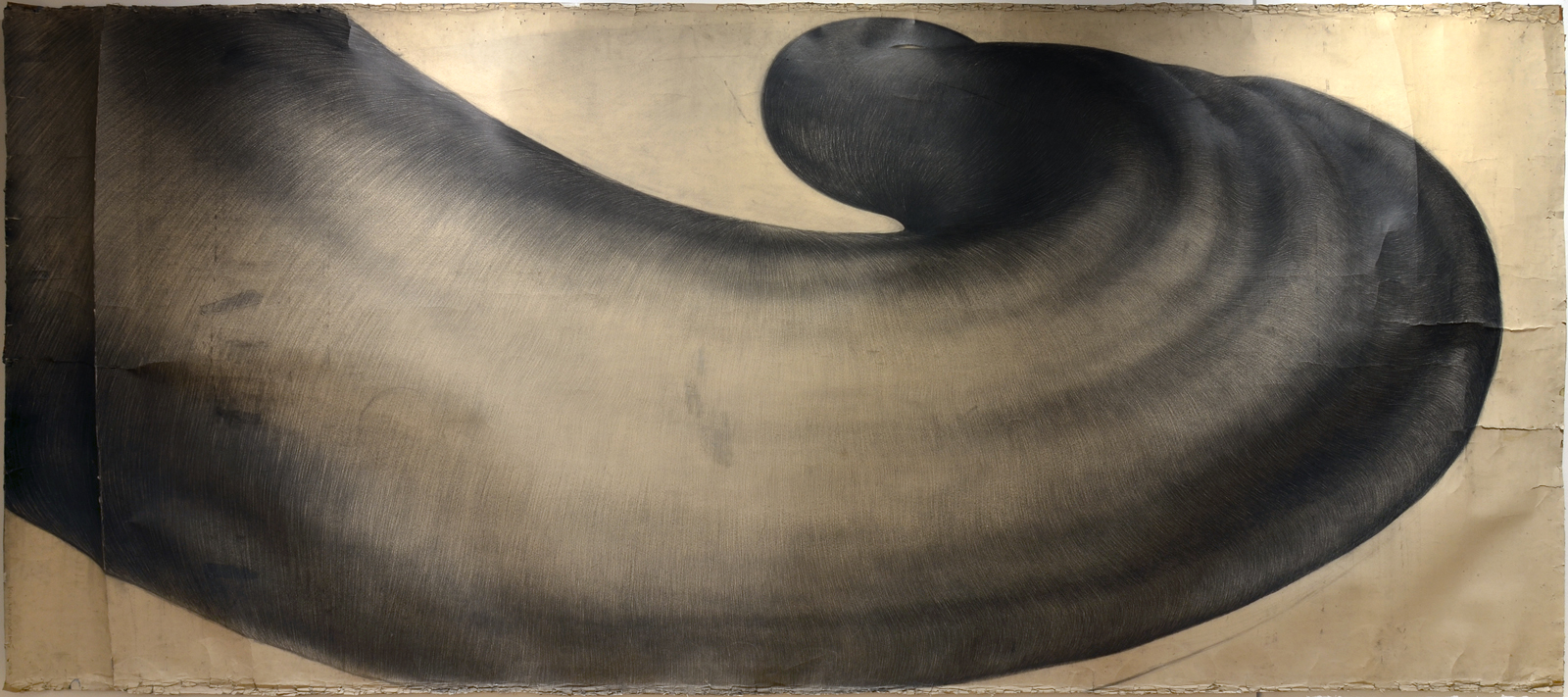
Sanctus, uhel na kartonu (1997)
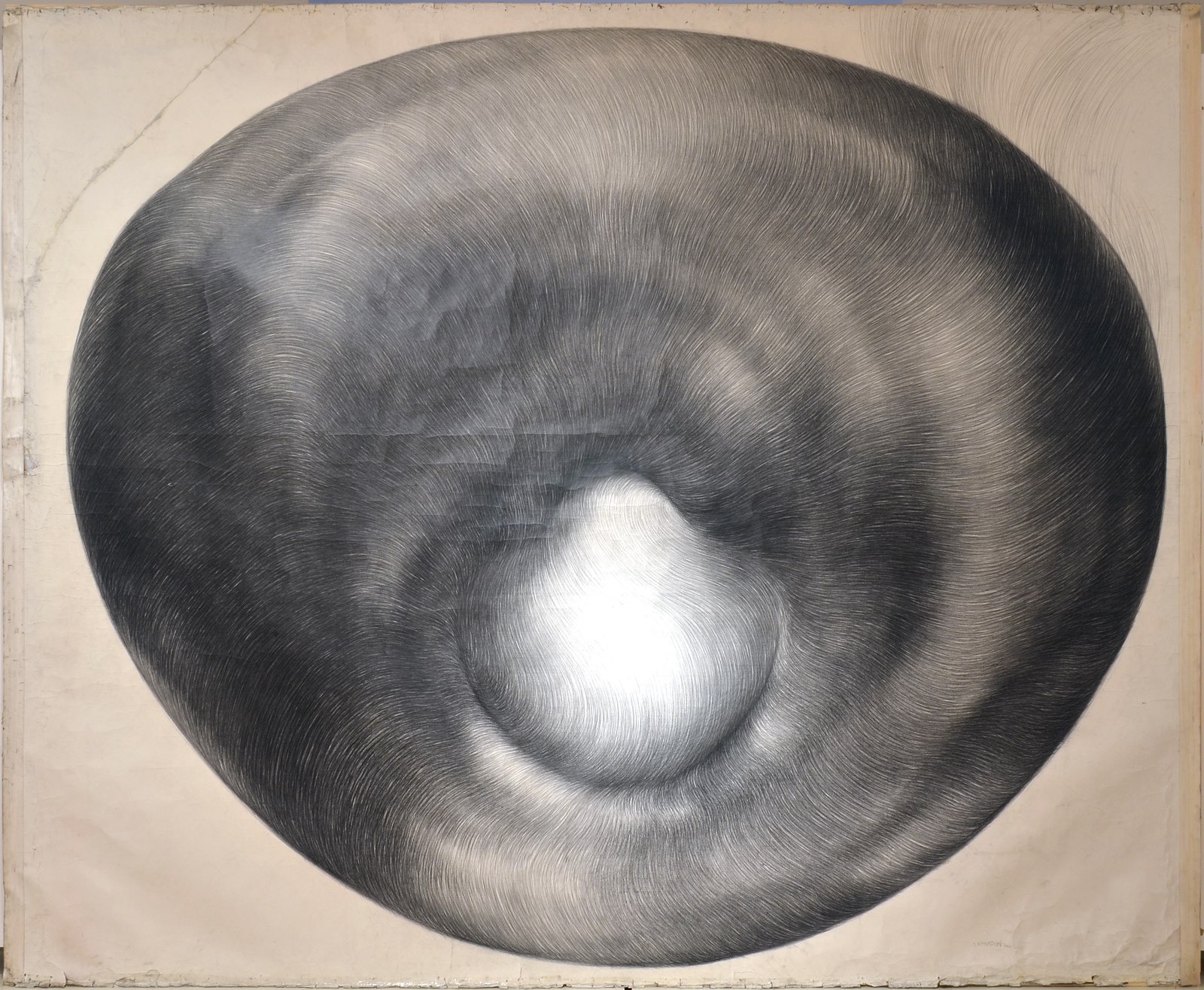
Augustin (I když spí, její srdce bdí), uhel na kartonu (2000-2003)
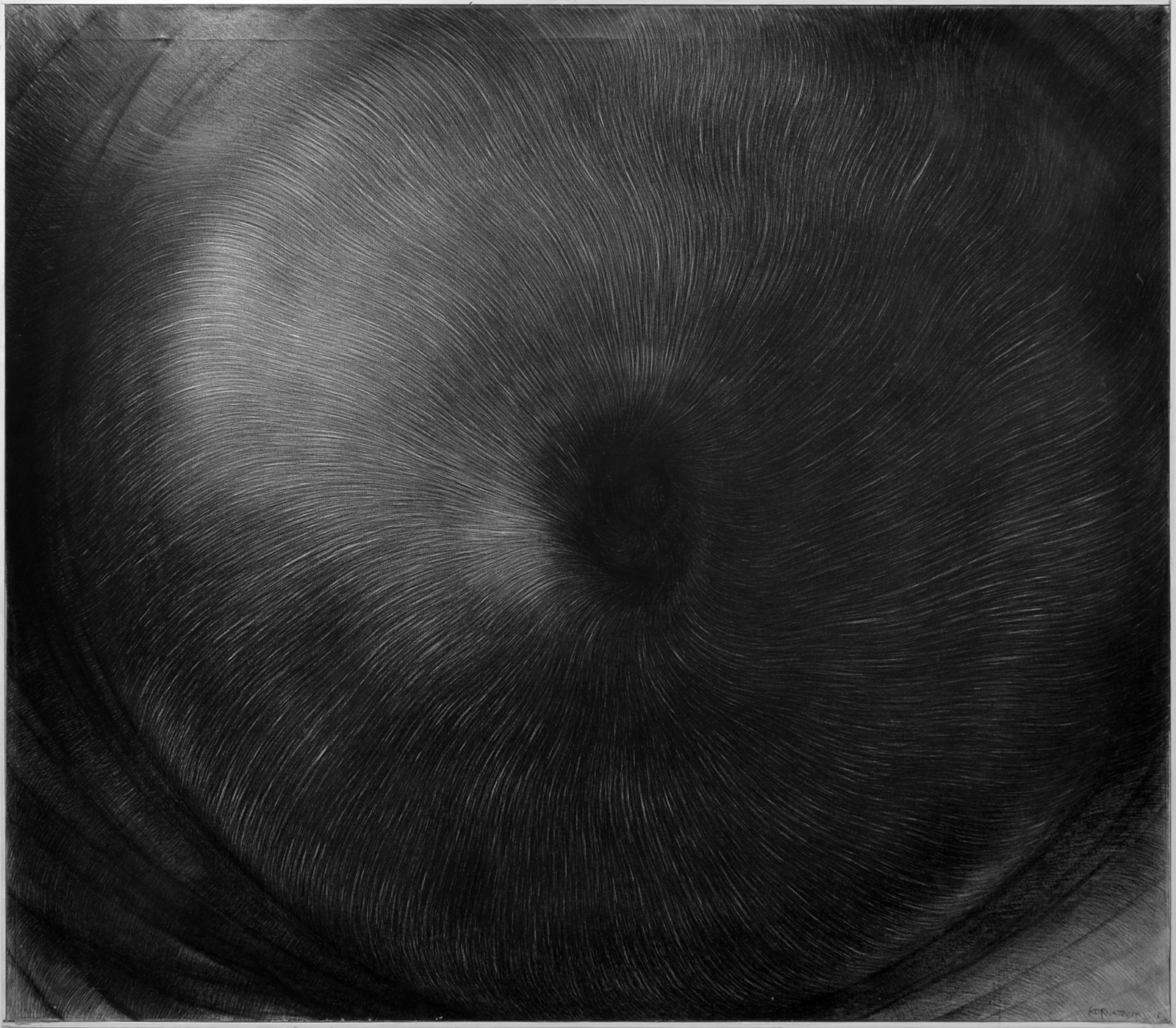
Vzpomínka na představu, uhel na kartonu (2005-2006)

Klíčem k pochopení Kornatovského kreseb tak může být třeba pojednání sv. Augustina o odrazu světa idejí a smyslové skutečnosti (Augustin, uhel na papíře, 280x340cm, 2000–3, Sv. Augustin II, kt na plátně, 140x160 cm, 2007, Kontemplace, uhel na plátně, 80x100 cm, 2008).

### Ocenění
- 1994 Cena Primátora, Trienále grafiky, Krakov
- 2008 Laureát ceny Franze Kafky Pražského okruhu

### Zastoupení ve sbírkách
- National Gallery of Art, Washington
- Národní galerie v Praze
- Queensland Art Gallery, Brisbane
- Museum Kampa, Sbírka Medy Mládkové, Praha
- České muzeum výtvarných umění v Praze (GASK Kutná Hora)
- Západočeská galerie v Plzni
- Alšova jihočeská galerie v Hluboké nad Vltavou
- Galerie Klatovy/ Klenová
- Galerie moderního umění v Hradci Králové
- Galerie moderního umění v Roudnici nad Labem
- Galerie umění Karlovy Vary
- Oblastní galerie v Liberci
- Generální konzulát ČR Los Angeles
- Galerie Belini Florencie
- Centrum umělců Eindhoven
- Kentler Gallery, New York
- Soukromé sbírky doma i v zahraničí

### Výstavy

#### Autorské

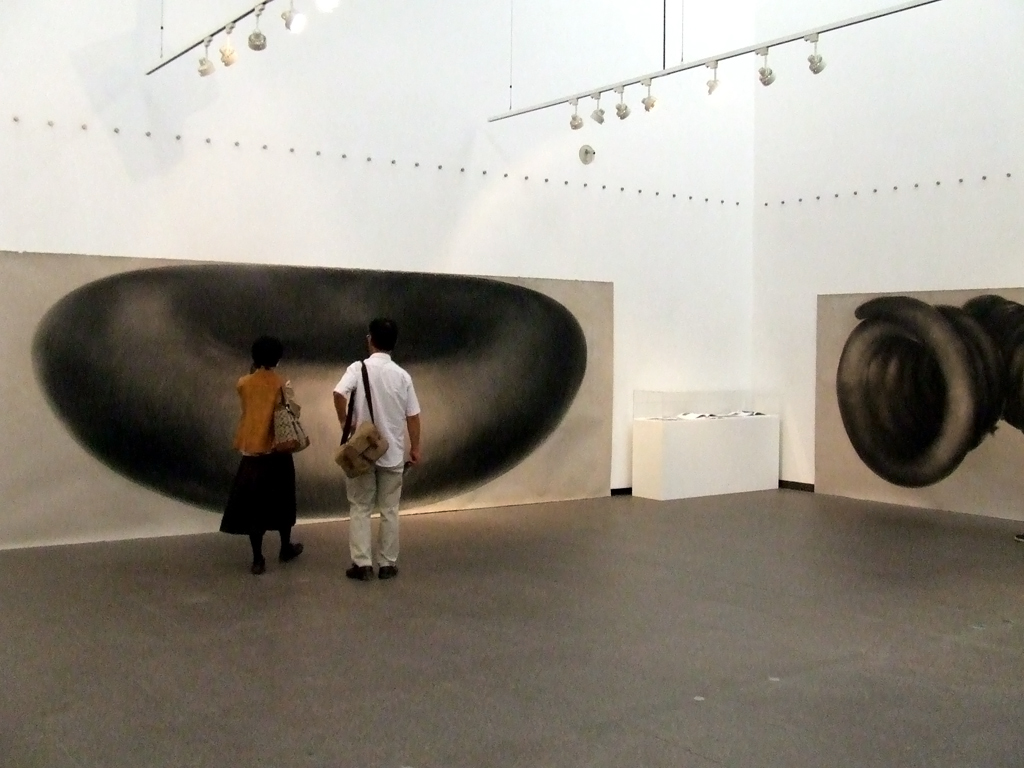
Jiří Kornatovský v Takasaki City Gallery, Japonsko, 2009
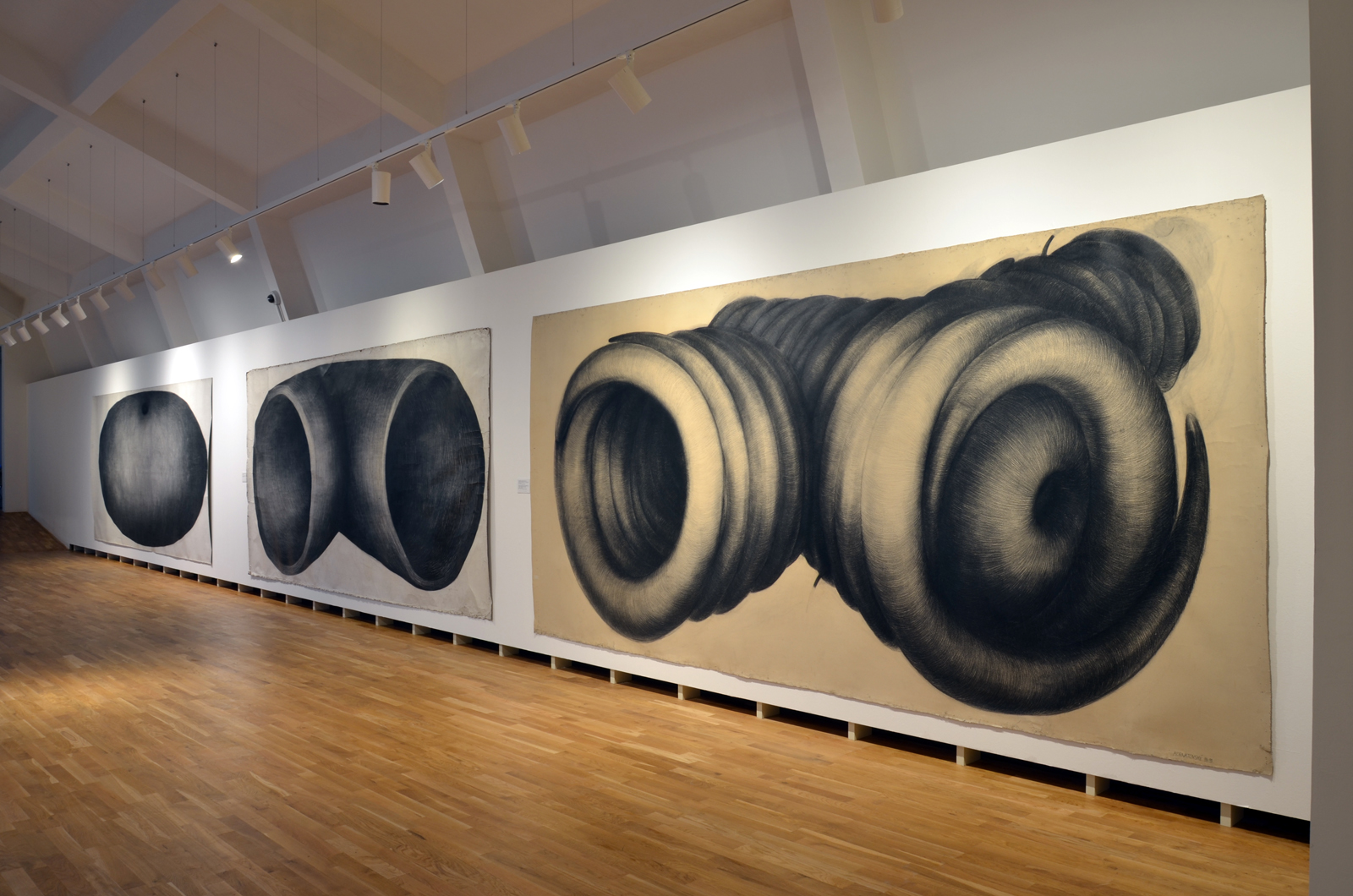
Jiří Kornatovský Style declarative, GMU v Hradci Králové, 2017-2018
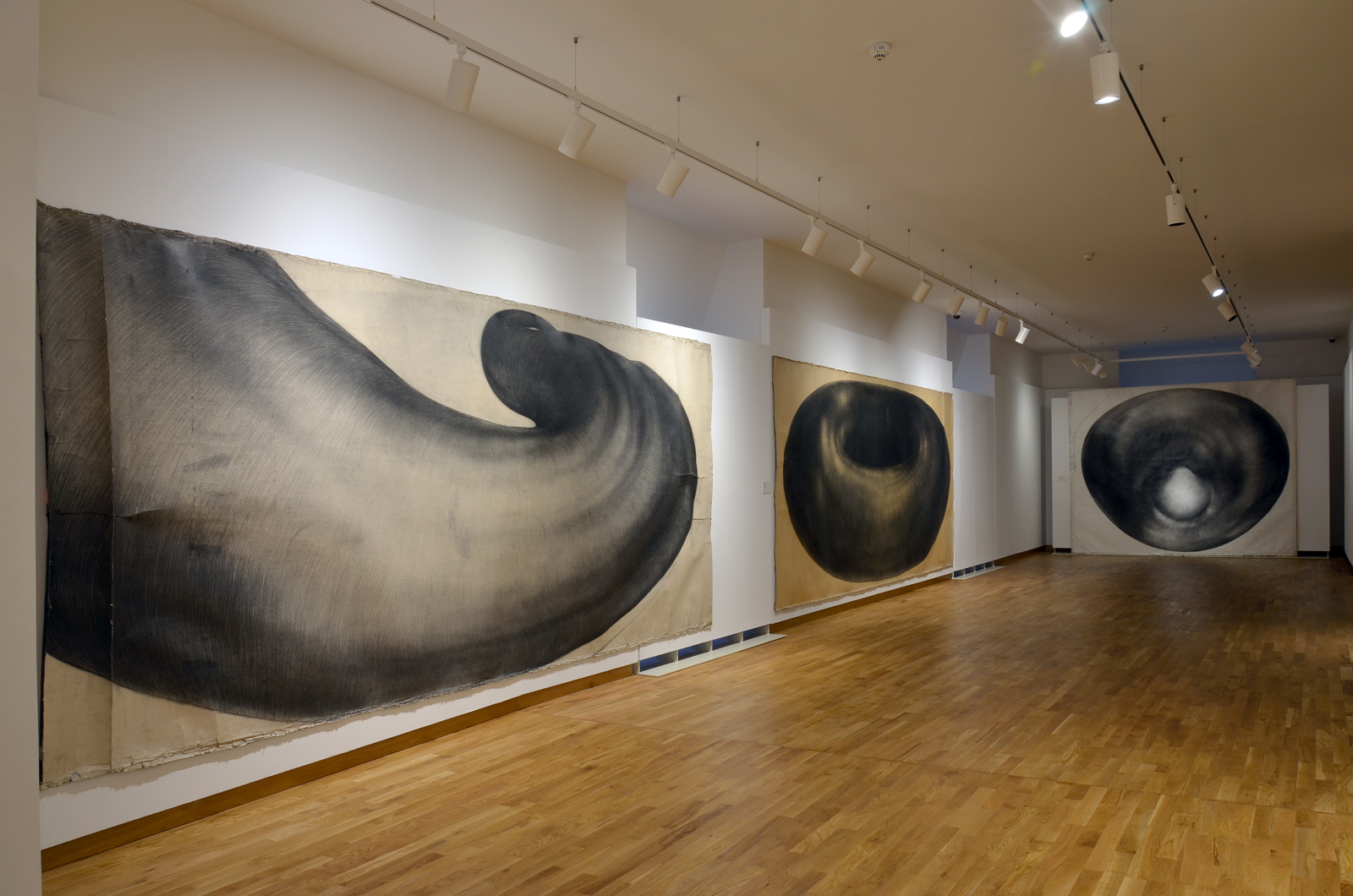
Jiří Kornatovský Style declarative, GMU v Hradci Králové, 2017-2018
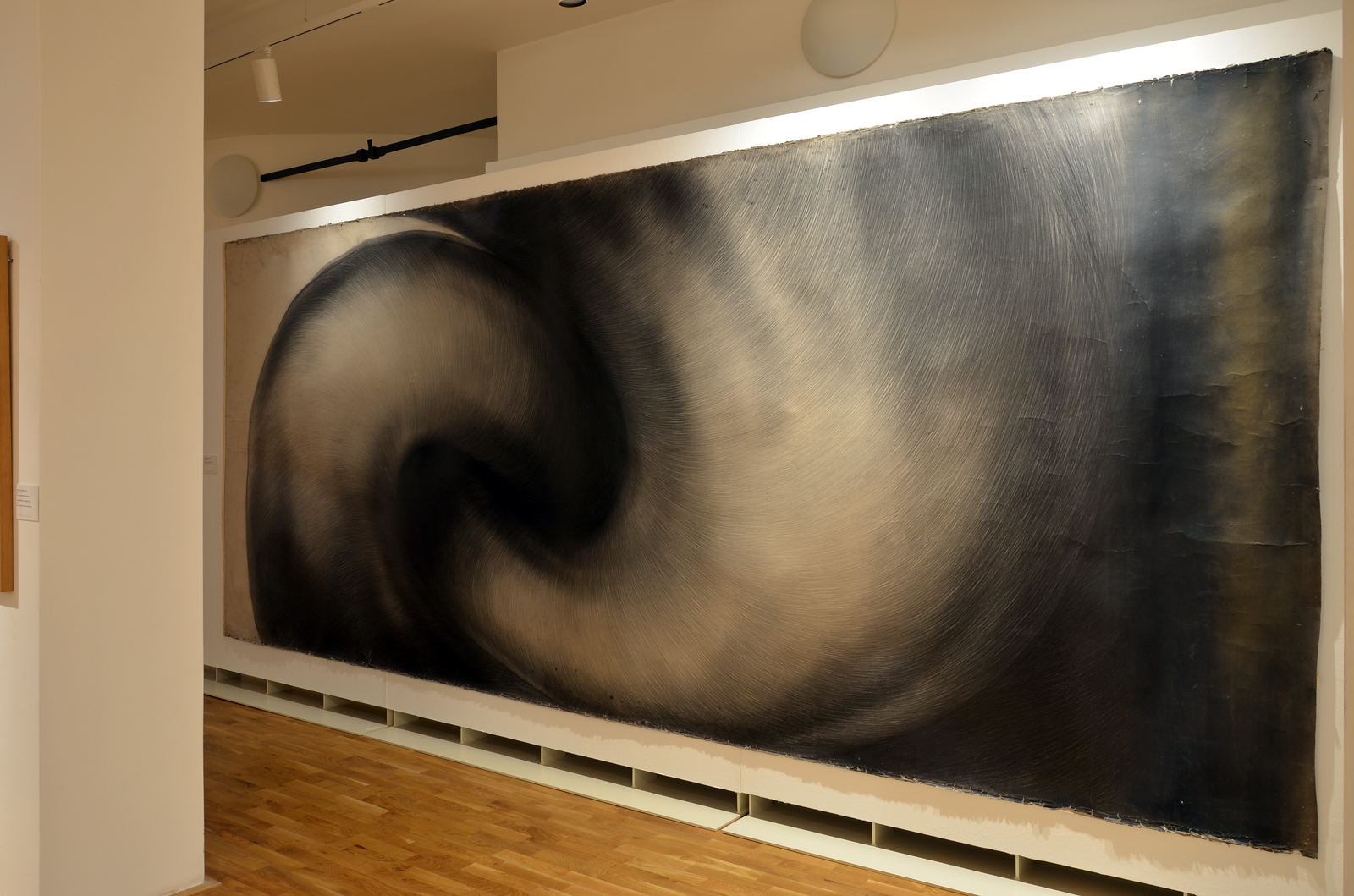
Jiří Kornatovský Style declarative, GMU v Hradci Králové, 2017-2018
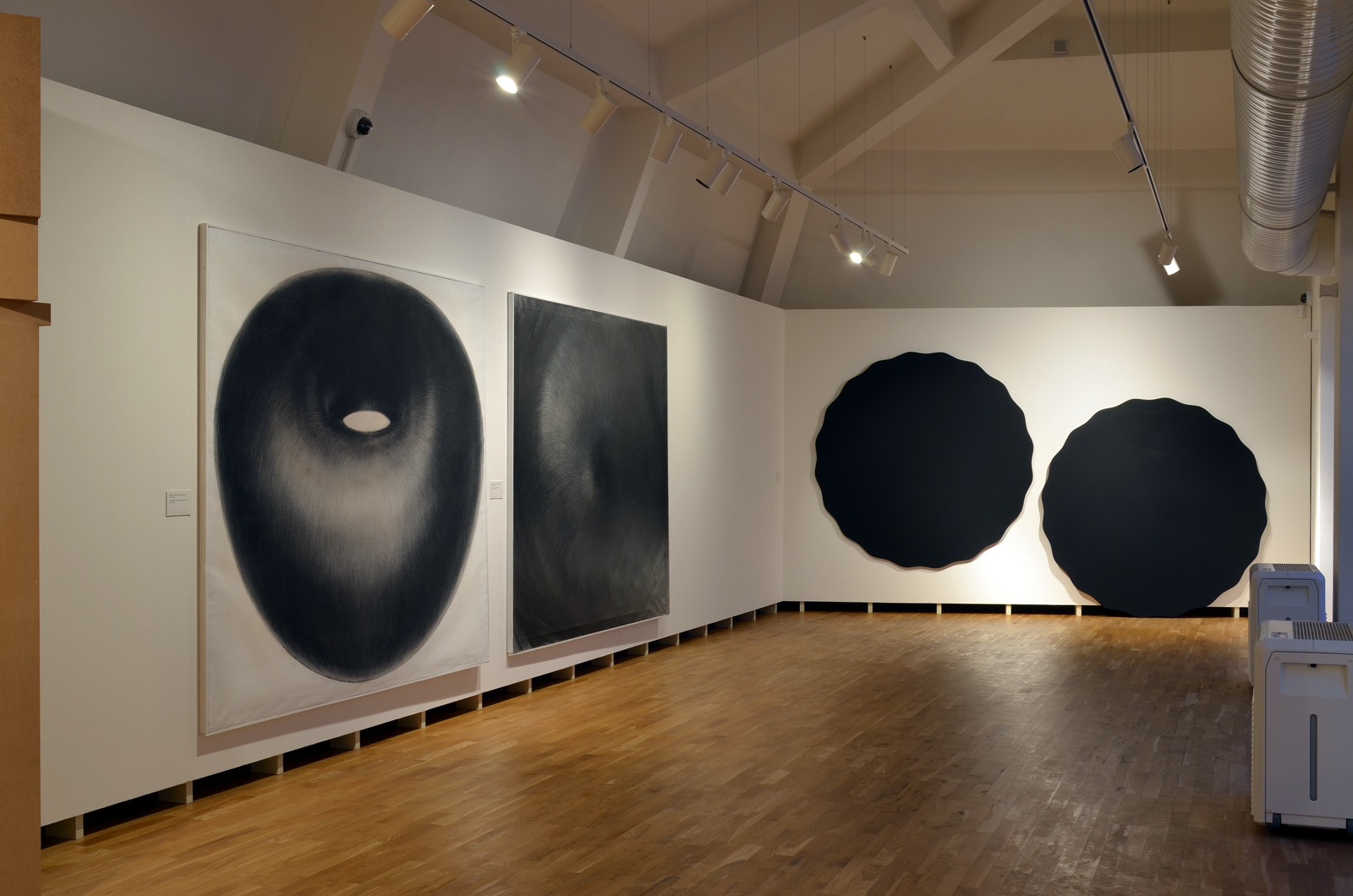
Jiří Kornatovský Style declarative, GMU v Hradci Králové, 2017-2018
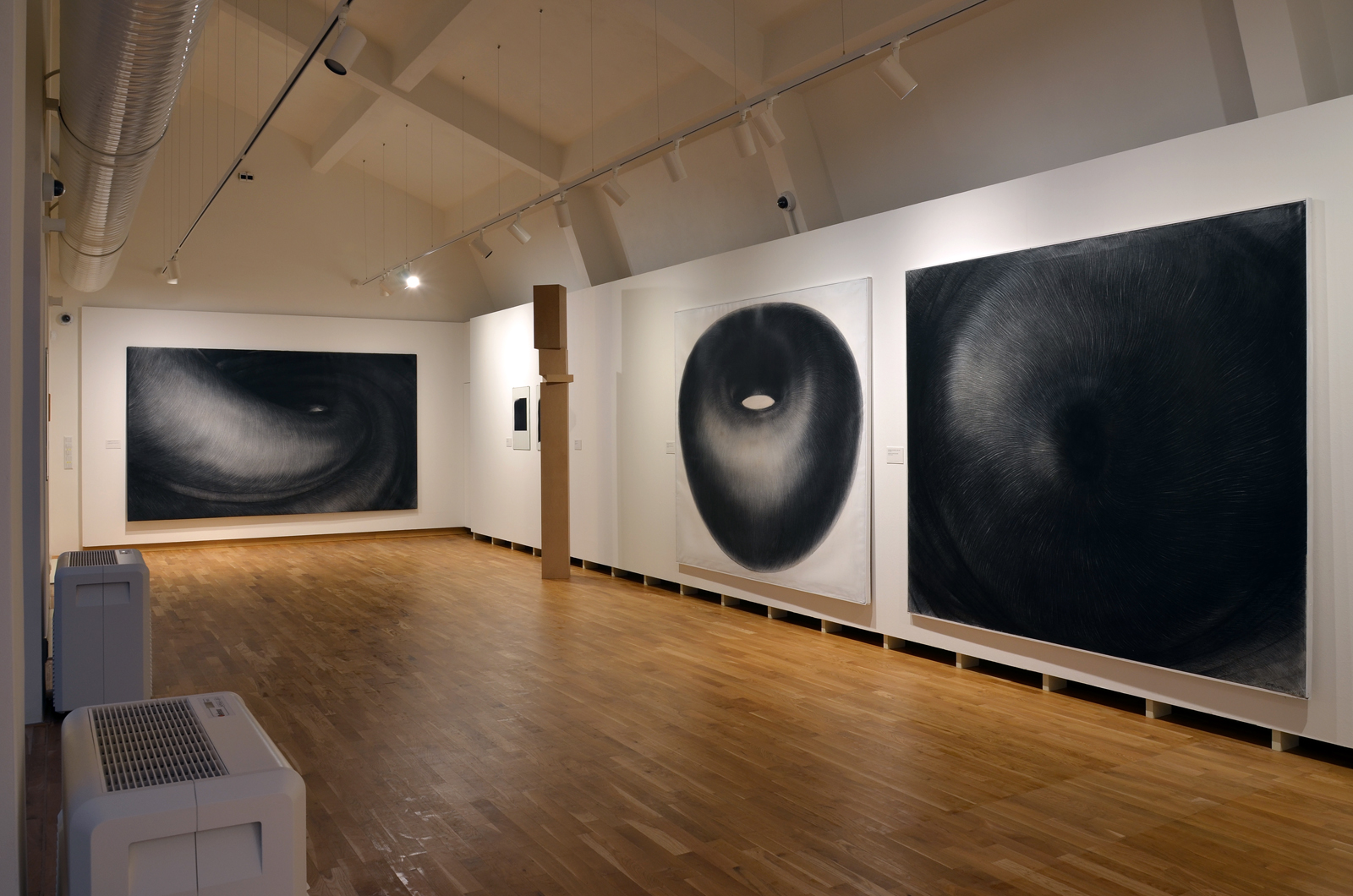
Jiří Kornatovský Style declarative, GMU v Hradci Králové, 2017-2018
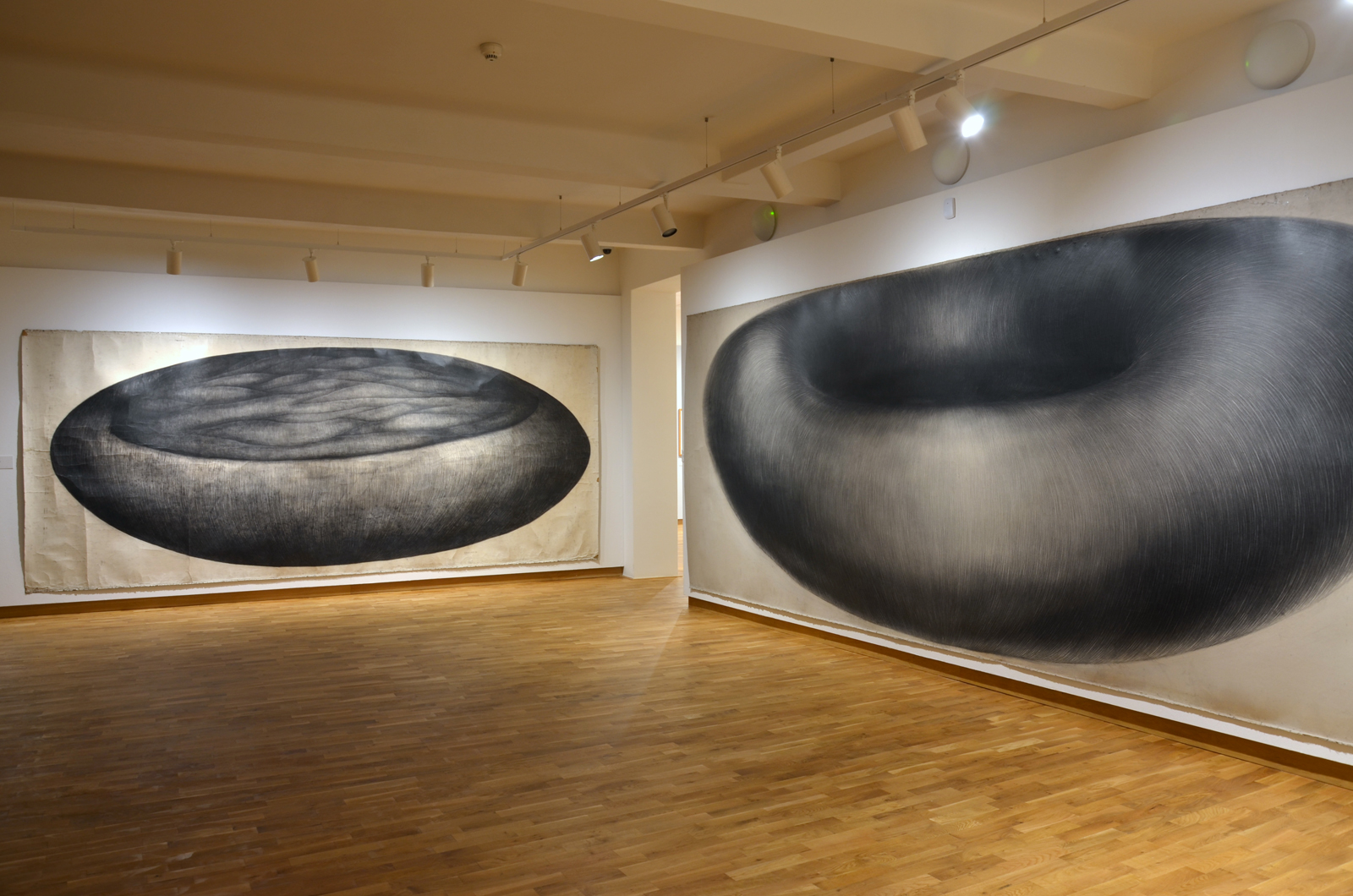
Jiří Kornatovský Style declarative, GMU v Hradci Králové, 2017-2018
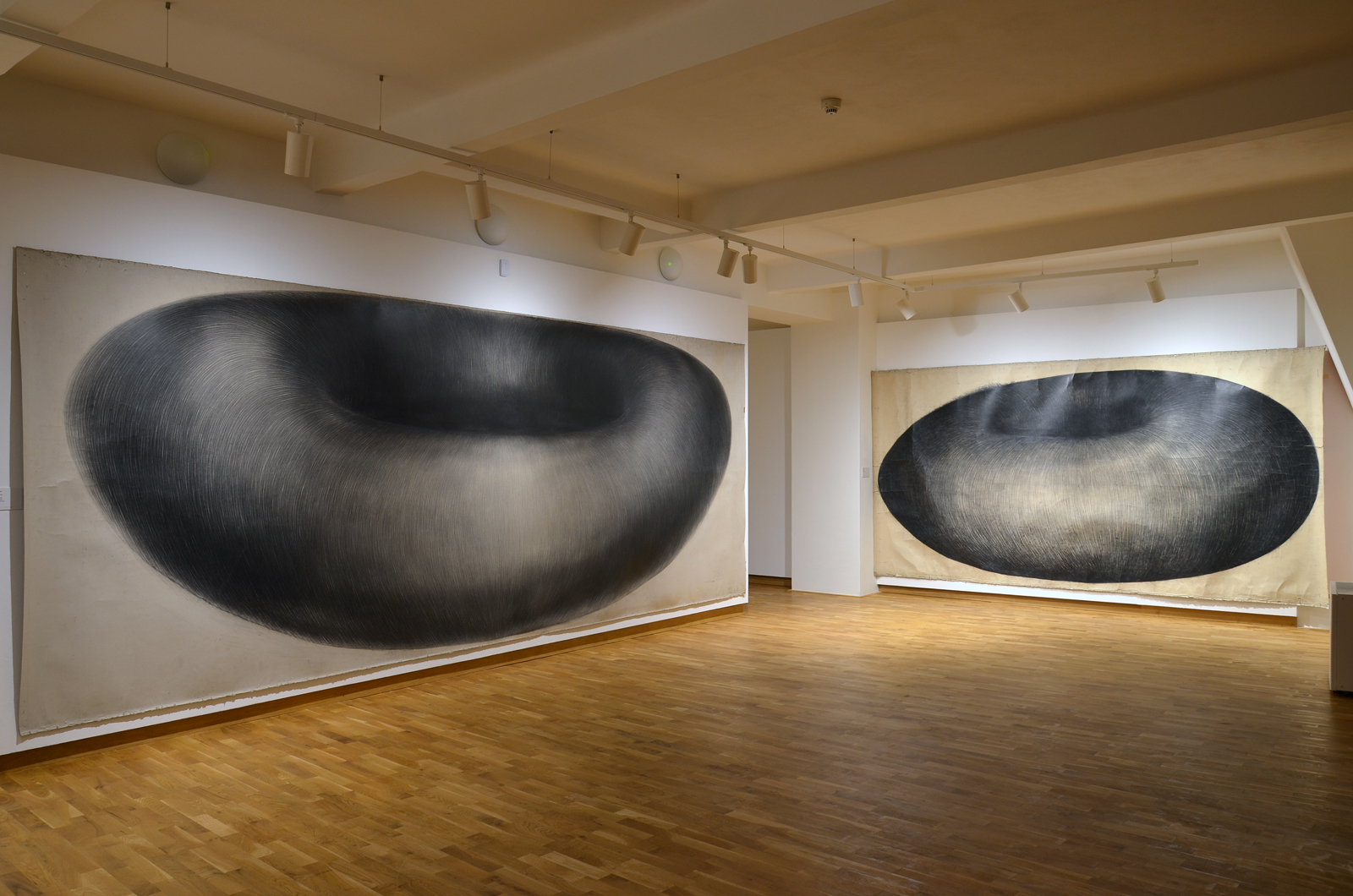
Jiří Kornatovský Style declarative, GMU v Hradci Králové, 2017-2018

- 2017–2018 Jiří Kornatovský: Style declarative, Galerie moderního umění v Hradci Králové[7][8]
- 2017 Jiří Kornatovský: Hic et nunc, Areacreativa42, Turín
- 2016 Kresba, Galerie Dorka, Domažlice
- 2014 Galerie Intuiti, Paris[9]
- 2013 Galerie Michael Journiac – Sorbonne, Paris[10]

Galerie du Tableau, (s R.Contem), Marseille
Galerie Hollar, Praha
- 2012 Bottega Gallery, Kyjev[11]

Oblastní galerie v Liberci
Galerie města Trutnova
- 2011 Galerie Klatovy / Klenová[13]
- 2010 Art Pro Gallery, Praha
- 2009 Takasaki City Gallery, Japonsko (s J. Váchalem)
- 2008 Poslanecká sněmovna Parlamentu České republiky, Praha
- 2007 Galerie moderního umění v Roudnici nad Labem

České centrum Sofie
- 2006 Asto Museum, Los Angeles (s K. Czerpak)

Museum Kampa, Praha
Galerie města Plzně
- 2004 The world paper, Frankfurt nad Mohanem

Galerie Losín, Praha
Galerie Divadla bez zábradlí, Praha
- 2003 Národní galerie v Praze, Veletržní palác

Galerie J.Jílka, Šumperk
- 2002 Alšova jihočeská galerie, Wortnerův dům
- 2000 Galerie města Plzně
- 1997 Galerie Hermit, Praha
- 1996 Galerie bří Čapků, Praha
- 1995 Kentler Internationall Drawing Space, New York

PAAS gallery, New York
- 1994 – Center for the Arts, Boston

School of the Museum of Fine Arts (Boston)
PAAS gallery, New York
Galerie Klatovy
- 1993 Galerie Nová síň, Praha

Galerie umění Karlovy Vary
Galerie Červená tráva, Praha
- 1992 Radnice Haag

Činoherní klub, Praha
- 1991 Galerie Václava Špály, Praha

Galerie OKO, Amsterodam
Klášter Plasy
Klub OF, Národní třída, Praha
Koertenhoef, Holandsko
- 1990 Chrám sv. Mikuláše, Praha

Dům školství, Praha
Artotéka, Praha
- 1989 Galerie mladých U Řečických, Praha
- 1988 Malá galerie, České Budějovice
- 1985 Klášter Plasy
- 1980 Klášter Plasy

#### Skupinové
- Jiří Kornatovský se zúčastnil více než 200 skupinových výstav doma i ve světě

### Publikace
- Jiří Kornatovský / Style Declarative, text Petra Příkazská, 24 s., GMU Hradec Králové 2017, ISBN 978-80-87605-13-4
- Jiří Kornatovský : Meditace kresbou, 2011, Fenclová H, Pangrácová L, Kroupová M, kat. nestr., G. Klatovy/Klenová ISBN 978-80-87013-31-1, OG Liberec, ISBN 978-80-85050-92-9
- Jiří Kornatovský a Josef Váchal: Hory a srdce, 2009, Hucl I., Klínková H., Jindra P., Hánová M., Fišer M., sborník, česky a japonsky, 96 str., Muzeum Šumavy Sušice, ISBN 978-80-87235-01-0
- Jiří Kornatovský, 2006, Binder I, Mládková M, kat. 12 s. č, angl, jap, Nadace J a M Mládkových, ISBN 80-239-6094-6
- Jiří Kornatovský: Meditace kresbou / Meditation in drawing, 2003, Janištinová Jirková A , Raimanová I, kat. 36 s., NG Praha, ISBN 80-239-2638-1
- Jiří Kornatovský: Meditace – modlitby, 2003, Kornatovský J, Koval M, kat. 8s., G. J. Jílka, Šumperk
- Jiří Kornatovský: Kresby, 2002, Tetiva V, kat. 32 s., AJG Hluboká, ISBN 80-85857-55-3
- Jiří Kornatovský: Graphic Drawings, 1995, Pánková M, kat. 4 s. ang., PAAS Gallery, New York
- Jiří Kornatovský: Kresby, 1994, tx. Kornatovský J, G. Klatovy/Klenová
- Jiří Kornatovský: Kresby, 1991, Pánková M, Vojtěchovský M, kat. 20 s., Unie výtvarných umělců České republiky, Praha
- Jiří Kornatovský: Nototo (Kresby, grafika), 1989, Raimanová I, kat. 4 s., č. an., fr., ně., klášter Plasy
- Jiří Kornatovský: Kresby, grafika, obrazy, 1989, Machalický J, kat. 8+1 s., SČVU, Praha
- Jiří Kornatovský: Kresby, grafika, 1988, Kotalík J, kat. 8 s., PKO KS Hroznová

### Encyklopedie
- Slovník českých a slovenských výtvarných umělců 1950–2001, 2001, Pavliňák P, Výtvarné centrum Chagall, Ostrava, ISBN 80-86171-06-X
- Nová encyklopedie českého výtvarného umění, 1995, Horová A, Academia, Praha, ISBN 80-200-0536-6
- Grafika: Obrazová encyklopedie české grafiky osmdesátých let / Pictorial Encyclopaedia of, 1993, Hošková Vomočilová S, Schleppe S, Středoevropská galerie a nakladatelství, Praha, ISBN 80-901559-0-1